# Gun Shy - Eroe per caso
Gun Shy - Eroe per caso (Gun Shy) è un film del 2017 diretto da Simon West.

## Trama
Turk Henry è il bassista di un gruppo musicale di successo che si è sciolto da poco. Decide di partire insieme alla moglie per una vacanza di lusso in Cile, ma la donna viene rapita da un gruppo di bucanieri.